# Uklija
Uklija (Alburnus alburnus) vrsta je slatkovodne ribe porodice šarana (lat. Cyprinidae), roda uklije (lat. Alburnus) reda šaranki (lat. Cypriniformes).
Poznata je i pod nazivima: bjelka, kleja, muharica, ukljeva, švarba i zeka.

## Osnovna obilježja
Većim dijelom uklija ima dužinu od oko 15 cm, rijetko doseže više od 18 cm i težinu do 60 grama, a od svih drugih s njom srodnih riba lako se razlikuje svojim izduženim, uskim vrlo spljoštenim tijelom, šiljastom glavom te relativno malim ustima s donjom vilicom jako zaokrenutom na gore i veliki broj razgranatih šipčica (16 – 20) u podrepnoj peraji.
Uklija je vrlo lijepa, posebno kada se preokreće na suncu i obasjava svoje srebrnaste ljuske. Njena leđa su sivo‑zelena s plavkastim tonom, bokovi i trbuh srebrno‑bijeli visokog sjaja, gornje i donje peraje su sive, samo po sredini osnove, žućkaste, te srebrnaste oči. Ljuske se prelijevaju srebrno‑metalik bojom, odlikuju se svojom nježnošću i slabom nasjedanju na tijelo, koje otpadaju na najmanji dodir ili se lijepe za ruke.
Riba je to, međutim, brojnih varijeteta, koje se razlikuju od svakog manjeg odstupanja u relativnoj veličini tijela, manje ili više kosim ustima, više ili manje tupim nosom, također i brojem faringalnih zuba, kojih je ponekad do 6, u rijeci Narvi, primjerice, pronađen je varietet uklije s kraćim i tupljim nosom, nego u običnih formi, i s trakama olovaste u boje, koja se protežu bočno od gornjeg kuta škržnog otvora prema sredini repne peraje.
Samo ime uklija, premda može biti izvedeno od ljepljivih ljuski ove ribe, vjerojatno je finskog ili tatarskog porijekla.

## Stanište i ponašanje
Rasprostranjenost obične uklije je mnogo veće nego raširenost drugih vrsta istog roda uklije (Alburnus). Ona se susreće gotovo po cijeloj Europi, osim najjužnijih zemalja, u Rusiji dolazi do Arhangelska, u Finskoj do 65° sj. š. Osim toga, ona je nađena također u Krimu i na Kavkazu, ali je u Sibiru i Turkestanu zamijenjena drugim,  njoj srodnim vrstama. Na istočnim padinama Urala (jezero Itkulj), ona dolazi kao velika rijetkost, a prešla je Uralski greben kroz močvare na samom prijevoju s kojeg istječu rječice dva različita riječna slijeva – Volge i Oba.
Uklija konzistentno živi u svim kako najvećim rijekama, tako i najmanjim rječicama, pogotovo potocima: ona se može naći kako u izvorima tako i donjem toku. Osim toga, često se pojavljuje u vrlo velikim količinama u protočnim i poplavnim jezerima, u protočnim barama s čistom i prozračnom vodom i pjeskovitim dnom. Obično ona bira tihu i dovoljno duboku vodu, rijetko živi u brzim mjestima rijeka, te se primjećuje vrlo rijetko u malim jatima. Ona se voli zadržavati oko stupova, mostova, splavi i kupališta, a osobito su mnogobrojne u gradovima oko odvodnih cijevi koje donose razne prljavštine, čak i boje.
U barama i rijekama s obalama obraslim drvećem, uklije rado plivaju ispod visećih grana, ali među travama ih gotovo nikada ne susrećemo, osim mlađa i jednogodišnjaka, koji se često nalaze u površinskim zajednicama. Potonje promatranje, međutim, odnosi se na uklije u ribnjacima.
Počevši s odleđivanjem rijeke sve do kasne jeseni kada odlazi u dubinu i skriva se u dubokim jamama, ova riba je zamjećena svugdje u velikom broju, tim više, što se ona još više od drugih drži na vidiku. Bez sumnje, svatko je više nego jednom primijetio, kako je jato uklija brzo bljesnulo u vodi, trepereći svojim svijetlim srebrnastim ljuskama, onda poplave njihova tamna leđa. Obično se zadržava na dubini ne više od 70 cm, kada je vedro vrijeme pliva u najvišim slojevima vode i stalno iskače, progoneći kukce koji padaju u vodu, čak i blizu letećim iznad nje nad površinom. Ponekad, kada cijelo jato naglo iskače iz vode i raspršuje se u svim smjerovima – to je jasan znak da se pojavila grabežljiva štuka, grgeč ili bolen, koji se osobito voli pogostiti uklijama.

## Način hranjenja
U cjelini, to je vrlo živahna i okretna ribica. Uklija je u neprekidnom pokretu i čini se da ni u jednom trenu ne ostaje na miru. Vrlo je proždrljiva i zato je stalno, od jutra do večeri, čak i noću, zauzeta hranjenjem i bacujući se za svakim palim, ili plutajućim zrncem. Njezina glavna hrana, međutim, sastoji se od kukaca, posebice muha i opnokrilaca. Nakon zalaska sunca, kada se oblaci komaraca i mušica roje iznad vode, često možemo vidjeti kako se uklije, sjate plivajući u blizini površine, jedna nakon druge, iskaču iz vode: možda ovim manevrom posredno žele uhvatiti te kukce: komarci ili mušice poprskani padaju u vodu i postaju plijen ribama. Iz tog razloga uklija sve više skače i pliva u ujutro, navečer, prije oluje ili kiše, kada kukci od vlažnosti lete blizu površine vode. Obično uklija pliva neko vrijeme u jednu stranu ili drugu stranu, a zatim se iznenada okreće na bok, savija se, udara po vodi repićem, radi čega iskače nad površinu, opisuje polukrug u zraku i s prskanjem pada natrag u vodu. Osim toga, uklija se često hrani mlađem ostalih ribljih vrsta, posebno bodorke, također jajašcima i zato je se treba pribrojiti štetnim ribama, tim više što je od nje vrlo malo koristi: ona ima neko značenje samo u najvišim područjima velikih rijeka i nebitnim rječicama, gdje je malo drugih, više cijenjenih riba. Međutim, ona možda češće od drugih postaje hrana grabežljivim ribama, te galebova, čigri, plijenora i drugih vodenih ptica, gotovo isključivo se prehranjuju uklijom, koja se češće od drugih zadržava na površini.

## Razmnožavanje
Unatoč progonima riba i ptica, i dijelom ljudskim, uklija se svugdje nalazi u mnoštvu, posebno u gornjim tokovima rijeka i malim rijekama. Razmnožava se vrlo brzo i izbacuje svoja vrlo mala i brojna jajašca s dvogodišnjim uzrastom. Mriještenje počinje relativno kasno – na jugu početkom svibnja, a na sjeveru krajem istog mjeseca, čak u lipnju i traje skoro mjesec dana. Za mriještenje uklija zahtijeva dobro je poznato, relativno visoku temperatura vode (14–15 °C), vedro vrijeme i 3–4-dnevno razdoblje, ali ako nastupi loše vrijeme ili hladnoća, mrijest se zaustavlja i nastavlja samo kada opet dođe lijepo vrijeme. Jajašca polaže uvijek u mirnu i plitku vodu, na travu, gustiš, rjeđe na kamenje.

## Vrijednost i uporaba
Nema komercijalnu vrijednost, koristi se kao mamac za ribolov veće grabežljive ribe.

## Strani nazivi
Common Bleak (engleski); Ukelei (njemački); Alborella (talijanski); Ablette (francuski); Уклейка (ruski), Ukljeva (crnogorski).

## Vanjske poveznice
|  | Zajednički poslužitelj ima stranicu o temi Uklija    |
|  | Zajednički poslužitelj ima još gradiva o temi Uklija |
|  | Wikivrste imaju podatke o taksonu Uklija             |
|  | Wječnik ima rječničku natuknicu uklija               |